# Robert Grzegorczyk
Robert Grzegorczyk (ur. 19 lutego 1973 w Gdańsku) – polski łyżwiarz figurowy, startujący w kategorii solistów. 

## Życiorys
W wieku 7 lat rozpoczął treningi w Gdańsku. W wieku 14 lat przeniósł się do Łodzi, gdzie zajęło się nim małżeństwo Mirosława i Włodzimierz Brajczewscy.
Charakteryzował się ładną i elegancką jazdą. Elementy techniczne wykonywał jednak dość niepewnie i z asekuracją, co sprawiało, że na najważniejszych imprezach zajmował miejsca w okolicach 20. Jako jedyny polski łyżwiarz figurowy wykonywał salto w tył na lodzie. W ciągu swojej kariery sportowej zdobył aż 8 tytułów Mistrza Polski. Był 11 na Mistrzostwach Europy w Pradze 1999. Po Mistrzostwach Europy w Bratysławie w 2001 zakończył karierę łyżwiarską.
Pracuje z młodymi łyżwiarzami w Skandynawii, w szwedzkim Trelleborgu. W roku 2004 zawodniczka, którą trenował zajęła trzecie miejsce na Mistrzostwach Szwecji w kategorii seniorów. 

### Życie prywatne
Absolwent Akademii Wychowania Fizycznego w Warszawie. W roku 2005 urodził mu się syn Maksymilian oraz w 2007 roku córka Wiktoria.

## Wybrane starty
| Zawody międzynarodowe       | Zawody międzynarodowe | Zawody międzynarodowe | Zawody międzynarodowe | Zawody międzynarodowe | Zawody międzynarodowe | Zawody międzynarodowe | Zawody międzynarodowe | Zawody międzynarodowe | Zawody międzynarodowe | Zawody międzynarodowe | Zawody międzynarodowe | Zawody międzynarodowe |
| Zawody                      | 1988–89               | 90–91                 | 91–92                 | 92–93                 | 93–94                 | 94–95                 | 95–96                 | 96–97                 | 97–98                 | 98–99                 | 99–00                 | 00–01                 |
| --------------------------- | --------------------- | --------------------- | --------------------- | --------------------- | --------------------- | --------------------- | --------------------- | --------------------- | --------------------- | --------------------- | --------------------- | --------------------- |
| Mistrzostwa świata          |                       |                       |                       | 29                    |                       | 26                    | 23                    | 29                    | 22                    | 23                    | 31                    |                       |
| Mistrzostwa Europy          |                       |                       |                       | 17                    |                       |                       | 18                    | 26                    | 15                    | 11                    | 14                    | 19                    |
| Mistrzostwa świata juniorów | 22 J.                 | 22 J.                 |                       |                       |                       |                       |                       |                       |                       |                       |                       |                       |
| Golden Spin of Zagreb       |                       |                       |                       |                       |                       |                       |                       |                       |                       |                       |                       | 7                     |
| Nebelhorn Trophy            |                       |                       |                       |                       |                       |                       |                       |                       | 8                     |                       | 6                     | 11                    |
| Ondrej Nepela Memorial      |                       |                       |                       |                       |                       |                       |                       |                       |                       |                       |                       | 5                     |
| Piruetten                   |                       |                       | 5 J.                  | 9                     |                       |                       | 3                     | 6                     |                       |                       |                       |                       |
| Prague Skate                |                       |                       |                       |                       |                       |                       |                       |                       | 2                     |                       |                       |                       |
| Memoriał Karla Schäfera     |                       |                       |                       |                       |                       |                       |                       |                       | 11                    |                       | 6                     |                       |
| Skate Israel                |                       |                       |                       |                       |                       |                       |                       |                       |                       | 6                     | 10                    |                       |
| Uniwersjada                 |                       |                       |                       |                       |                       |                       |                       |                       |                       |                       |                       | 10                    |
| Zawody krajowe              |                       |                       |                       |                       |                       |                       |                       |                       |                       |                       |                       |                       |
| Mistrzostwa Polski          |                       |                       | 1                     | 2                     | 2                     | 1                     | 1                     | 1                     | 1                     | 1                     | 1                     | 1                     |
| J.: poziom Juniora          |                       |                       |                       |                       |                       |                       |                       |                       |                       |                       |                       |                       |